# 강봉성
강봉성(1989년 12월 20일 ~ )은 대한민국의 배우이다.

## 학력
- 안양예술고등학교 연극영화과
- 한국예술종합학교 연기과

## 출연 작품

### 영화
- 《캐논볼》 (2021년) - 희철 역
- 《달의 뒤편》 (2018년)
- 《나는 아직도 당신이 궁금하여 자다가도 일어납니다》 (2016년) - 봉성 역
- 《범죄의 여왕》 (2016년)
- 《들꽃》 (2015년) - 태성 역
- 《돌연변이》 (2015년) - 우문기 역
- 《못》 (2014년) - 허성필 역
- 《우리는 형제입니다》 (2014년) - 여일 남자친구 역
- 《족구왕》 (2014년) - 박창호 역
- 《이것이 우리의 끝이다》 (2014년) - 고딩남 1 역
- 《한번도 안해본 여자》 (2014년) - 세미나 발표자 역
- 《여름 기류》 (2013년)
- 《밤》 (2012년)
- 《내가 살인범이다》 (2012년) - 산림청 직원 역

### 드라마
- 《반의 반》 (2020년, tvN) - 김창섭 역
- 《빅 포레스트》 (2018년, tvN)
- 《드라마 스테이지 - B주임과 러브레터》 (2017년, tvN)
- 《더 패키지》 (2017년, JTBC) - 병세 역
- 《최강 배달꾼》 (2017년, KBS2) - 병수 역
- 《천상의 약속》 (2016년, KBS2) - 허세광 역
- 《킬미힐미》 (2015년, MBC) - 신선조 선생 역